# Barevné revoluce
Barevná revoluce je pojem, který se využívá k vyjádření tendencí, které se vyvinuly v postkomunistických společnostech ve východní Evropě a ve střední Asii na začátku 21. století. Účastníci barevných revolucí většinou využívali nenásilný odpor jako formu protestu proti vládám, které shledávali zkorumpované, či autoritářské. Její stoupenci, volající po demokracii, si vždy přivlastnili specifickou barvu, či květinu jako symbol revoluce. Při organizování barevných revolucích hráli významnou roli nevládní organizace a studenti.
Úspěšné barevné revoluce byly například v bývalé Jugoslávii, na Ukrajině a v Kyrgyzstánu.. Tyto pouliční protesty byli následkem sporných voleb a vedly k rezignaci či svržení autoritářských vůdců.

## Počátek série barevných revolucí

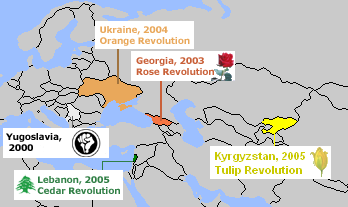
Plánek zobrazující lokaci barevných revolucí

Za jednu z prvních demonstrací, které v rámci série pokojných barevných revolucí následovaly, je většinou považována Bělehradská demonstrace 5. října 2000, která vedla ke konci vlády Slobodana Miloševiče. Nicméně tyto politické změny v bývalé Jugoslávii jsou spíše přirovnávány k podobným situacím v jiných zemích (pád vlády v Bulharsku v roce 1997, konec Mečiarovy vlády na Slovensku v roce 1998 a konec vlády prezidenta Franjo Tuđmana v Chorvatsku v roce 2000), které byly charakterizovány politickou předvolební kampaní na zmobilizování občanů k vyšší volební účasti a sjednocením politické opozice[zdroj?]. Tyto celonárodní protesty si neosvojily žádnou barvu, ani specifický symbol, nicméně následným symbolem oslavujícím ukončení celé situace se stal slogan Gotov je (srbsky Готов је, česky Skončil/Je "hotový"). Demonstrace byly podporovány hnutím Otpor! (srbsky Отпор!, česky Odpor!), jejíž někteří členové byli zapojeni i v pozdějších revolucích v jiných zemích. Navzdory společným rysům považují mnozí za jednoznačný začátek série barevných revolucí spíše revoluci v Gruzii.

## Barevné revoluce
- Růžová revoluce (nebo také Revoluce růží[1]) v Gruzii, která následovala po zákonodárných volbách v roce 2003 a měla za následek svržení prezidenta Eduarda Ševardnadzeho a jeho nahrazení novým prezidentem Michailem Saakašvilim po nových volbách v březnu 2004. Revoluce byla podporována občanským hnutím odporu Kmara (gruzínsky კმარა).
- Oranžová revoluce na Ukrajině, která následovala po sporném druhém kole prezidentských voleb v roce 2004 a vedla k anulování volebních výsledků a k opakování druhého kola. Vůdce opozice Viktor Juščenko byl následně prohlášen prezidentem, když porazil proruského kandidáta Viktora Janukovyče. Revoluce byla podporována hnutím PORA (ukrajinsky ПОРА!, česky Je čas/Už je čas).
- Tulipánová revoluce (zřídka také Žlutá revoluce[2]) v Kyrgyzstánu, která následovala po sporných parlamentních volbách v roce 2005, byla více násilná než předcházející revoluce a probíhala více roztroušeně na mnoha místech země. Protestující si jako symboly osvojili růžové a žluté barvy. Měla za následek vyhnání prezidenta Askara Akajeva. Tato revoluce byla podporována studentským hnutím odporu KelKel (volně překládáno jako renesance a svit boží).

## Užití pojmu na Blízkém východě
Následující události jsou mnohdy považovány za součást série barevných revolucí, i když se místo v postkomunistických zemích Evropy a střední Asie odehrály na Blízkém východě. Navržení jména revolucí vyjadřuje i jistou kontinuitu v této sérii. Od základního pojetí barevných revolucí se však liší, a proto jejich začlenění do série barevných revolucí není zcela akceptováno.
- Cedrová revoluce v Libanonu, probíhající zhruba od února do dubna 2005. Na rozdíl od revolucí ve východní Evropě a střední Asii není následkem sporných voleb, ale spíše reakcí na atentát na vůdce opozice Rafíka Harírího v roce 2005. Opozice požadovala stažení syrských vojsk z Libanonu. Svými poklidnými protesty a postupy během revoluce, podobnými těm v již zmíněných revolucích, je tato revoluce považována pozorovateli a tiskem za jednu z barevných revolucí. Revoluce byla pojmenována podle cedru, stromu, který je státním symbolem Libanonu. Barvou pokojných demonstrací byly bílá a červená, což jsou také barvy nacházející se na libanonské státní vlajce. Ačkoli syrští vojáci opustili téměř po třiceti letech Libanon, syrský vliv v Libanonu je stále patrný vlivem přítomnosti hnutí Hizballáh. Poklidnou situaci po revoluci také narušila následná druhá libanonská válka v létě 2006.
- Zelená revoluce[3] v Íránu v červnu 2009. Jednalo se o pouliční protesty, které byly reakcí na výsledky tamních prezidentských voleb. Protesty se sice konaly několik let po barevných revolucích, byly však také, jako u většiny těchto revolucí, následkem sporných voleb. Protestující si vybrali zelenou barvu, jelikož tato barva byla barvou kampaně prezidentského kandidáta Míra Hosejna Músávího, kterému mnoho protestujících přisuzovalo, že ve skutečnosti získal nejvíce hlasů. Tyto protesty byly také nazývány jako Twitterová a Facebooková revoluce, odkazující na internetové servery Twitter a Facebook, které sloužily k organizování mnoha těchto protestů.[4][5] Tyto protesty však nemohou být zařazovány do série barevných revolucí, jelikož fakticky nevedly k žádné politické změně v zemi. Ve funkci setrval po volbách zvolený prezident Mahmúd Ahmadínedžád.[6]
- Modrá revoluce v Kuvajtu. Jedná se o pojem užívaný některými Kuvajťany pro kuvajtské demonstrace na podporu volebního práva pro ženy v březnu 2005.[7] Demonstrace byly pojmenovány podle barvy transparentů a cedulí, které protestující používali. V květnu 2005 těmto prosbám kuvajtská vláda vyhověla a zaručila ženám právo volit, platné již v nadcházejících parlamentních volbách v roce 2007.[8] Jelikož zde nebyl žádný požadavek po změně režimu, nemůže být tato revoluce zařazována do série barevných revolucí.
- Fialová revoluce v Iráku. Jedná se o spíše nadějně užívaný pojem, který užívali někteří komentátoři a později i prezident USA George W. Bush k popisu nově přicházející demokracie do Iráku, která následovala po iráckých zákonodárných volbách v roce 2005. Byla úmyslně prezentována jako součást série barevných revolucí, avšak tento název nezískal žádný ohlas a nebyl používán ani v Iráku, ani v USA a ani nikde jinde. Název je odvozen od barvy, kterou byly zabarveny ukazováčky voličů, aby nedošlo k úmyslnému vícenásobnému hlasování.
- Twitterová revoluce v Moldávii v roce 2009. Během velké demonstrace došlo k útoku na budovu parlamentu. V následujících týdnech tlak událostí vedl k pádu vlády zdejší komunistické strany a později k novým volbám, v nichž zvítězila opozice.
- Jasmínová revoluce v Tunisku na přelomu let 2010-2011. Pouliční demonstrace a nepokoje vedly prezidenta ben Alího k opuštění země a odstartovaly následnou vlnu protestů v arabských zemích.

## Ovlivňující faktory

### Revoluce roku 1989
Mnozí považují za ovlivňující faktor sérii revolucí, které proběhly v roce 1989 v zemích Východního bloku ve střední a východní Evropě, zejména pak sametová revoluce v Československu, avšak kořeny názvu spojeného s květinou mohou sahat až k pokojné Karafiátové revoluci v Portugalsku v 70. letech.

### Studentské organizace
Za ovlivňující faktory revolucí jsou též považovány mnohé studentské organizace a hnutí. První z těchto nesl název Otpor! (srbsky Отпор!, česky Odpor!). Založili ho studenti z Bělehradské univerzity v říjnu 1998 a následně začali protestovat proti politice Slobodana Miloševiče během války v Kosovu. Mnoho členů tohoto hnutí bylo zatýkáno a mláceno policií. Během kampaně k prezidentským volbám v září 2000, nasadilo hnutí slogan Gotov je (srbsky Готов је; česky „Skončil“, „Je hotový“), který zachytil nespokojenost srbské veřejnosti s Miloševičem, což přispělo k jeho porážce ve volbách.
Členové Otporu ovlivnili a pomáhali členům mnohých dalších, podobně zaměřených hnutí, včetně hnutí Kmara v Gruzii, PORA! na Ukrajině, Zubr v Bělorusku a MJAFT! v Albánii. Tyto skupiny jsou známé pro své prosazování nenásilného odporu. Tyto názory již obhajoval a vysvětloval ve svých knihách politolog Gene Sharp. Masivní protesty, které zorganizovaly, byly nezbytné k úspěchu barevných revolucí, jež byly charakteristické svým užitím barevné symboliky a výsměšnou formou humoru vůči neoblíbeným politikům.

### Vliv George Sorose
Kritici[kdo?] barevných revolucí často obviňují nadaci amerického finančníka George Sorose Soros Foundations Network a vládu USA z podporování, a dokonce i plánování těchto revolucí za účelem svých vlastních zájmů[zdroj?]. Za povšimnutí stojí události z mnohých zemí střední Asie, kdy tyto země začaly krátce po Oranžové revoluci z důvodu obav vzniku veřejné nespokojenosti podnikat různými způsoby kroky proti společnosti Open Society Institute George Sorose[zdroj?]. Uzbekistán si například vynutil uzavření tamní regionální pobočky Open Society Institute[zdroj?] a v Tádžikistánu obvinila státem ovládaná média tádžickou pobočku Open Society Institute z korupce a nepotismu[zdroj?].

### Vliv USA
Důkazy[jaké?] také hovoří o zapojení vlády USA, součástí jejíž vlivu měl být i středoasijský server Freenet [zdroj?], podporovaný americkou vládní agenturou United States Agency for International Development (USAID)[zdroj?] a Rozvojovým programem OSN[zdroj?]. Tyto společnosti jsou známé pro svou podporu internetových serverů ve střední Asii[zdroj?], mimo jiné také i v Kyrgyzstánu[zdroj?], zemi, ve které proběhla Tulipánová revoluce.
List The Guardian tvrdí, že společnosti USAID, National Endowment for Democracy, International Republican Institute, National Democratic Institute for International Affairs, a Freedom House jsou přímo zapojeny do těchto událostí. Washington Post a The New York Times také zmiňují značné zapojení západního vlivu v některé z těchto událostí.